# Rue Albert Krings
Pour les articles homonymes, voir Krings.
La rue Albert Krings est une rue bruxelloise sans issue de la commune d'Auderghem qui aboutit sur l'avenue des Paradisiers, ce sur une longueur de 50 mètres.

## Historique et description
Le nom de la rue vient du sergent Albert Marius François Krings, né le 3 avril 1916 à Malmedy, mort des suite de ses blessures de la campagne des 18 jours, Seconde Guerre mondiale le 31 mai 1940 à Bouchemaine en France.
La rue Krings a été tracée dans les jardins de ce que l'on nommait jadis le château Valduc, la propriété de feu docteur Cordier, qui existe toujours.
Après la mort d'Edmond Cordier (1955), son domaine fut loti et des rues y furent tracées portant les noms suivants décidés par le conseil communal du 2 décembre 1960 :
- avenue Docteur Edmond Cordier ;
- rue Albert Krings ;
- rue Louis Isidore Lamey.